# Коновалова (Васильевский район)
Коновалова (укр. Коновалова) — село,
Широковский сельский совет,
Васильевский район,
Запорожская область,
Украина.
Код КОАТУУ — 2320988805. Население по переписи 2001 года составляло 45 человек.

## Географическое положение
Село Коновалова находится в урочище Кислецкое на расстоянии в 1,5 км от села Долинка.

## История
- 1926 — дата основания.